# Suite pour violoncelle no 1 de Bach
Pour un article plus général, voir Suites pour violoncelle seul de Bach.
La Suite pour violoncelle no 1 en sol majeur, BWV 1007, du compositeur allemand Jean-Sébastien Bach (1685-1750) est une suite de danses baroques en 6 mouvements (première d'une série de 6 suites pour violoncelle seul de Bach, BWV 1007 à 1012). Elle est composée entre 1717 et 1723, pour violoncelle seul, avec son célèbre Prélude d'introduction,.

## Histoire
Jean-Sébastien Bach a composé de nombreuses séries de suites de danses, dont les Suites françaises, Suites anglaises, Suites allemandes, Suites pour luth de Bach, Suites pour orchestre de Bach...
Il compose cette première suite pour violoncelle seul vers l'age de 32 ans, entre 1717 et 1723, période durant laquelle il est maître de chapelle à la cour d'Anhalt-Köthen, du Saint-Empire romain germanique, pour son ami-mécène le prince Léopold d'Anhalt-Köthen (grand mélomane qui joue personnellement de la viole de gambe dans son propre orchestre). Veuf de son premier mariage, il rencontre puis épouse Anna Magdalena Bach en 1720, soprano de la cour du prince.
A l'image de ses 6 suites pour violoncelle seul de Bach, cette première suite pour violoncelle seul (qui remplace à l'époque progressivement la viole de gambe) est composée d'un prélude d'ouverture et d'une série de 5 danses baroques traditionnelles de l'époque (allemande, courante, sarabande, menuet I & II, et gigue). Alors que le violoncelle (inventé au XVIe siècle) est surtout à cette époque un instrument monophonique d’accompagnement, de basse continue, avec un répertoire limité, Bach explore et développe en profondeur les capacités et potentiels harmoniques polyphoniques rares de cet instrument, en parvenant entre autres à créer l'illusion auditive d'entendre plus d’une ligne mélodique à la fois accompagnées de basse continue,.
L'œuvre n'est publiée qu'en 1825. Le manuscrit autographe original de Bach n’a jamais été retrouvé. Seuls subsistent à ce jour quatre sources manuscrites, dont une principale de son épouse Anna Magdalena Bach (et une autre du compositeur Johann Peter Kellner).

## Orchestration
- 1 violoncelle

## Mouvements
1. Prélude
2. Allemande
3. Courante
4. Sarabande
5. Menuet I & II
6. Gigue

## Au cinéma, musique de film
- 1963 : Le Mépris, de Jean-Luc Godard, avec Brigitte Bardot et Michel Piccoli. Le thème de Camille de musique de film de Georges Delerue est adapté du Prélude de Bach[11].
- 2002 : Le Pianiste de Roman Polanski, avec Adrien Brody
- 2005 : publicité pour le parfum Cinéma d'Yves Saint Laurent, mélange de Prélude de Bach et du thème de Camille[12].
- 2006 : publicité Canalsat, avec le Prélude de Bach sur un violoncelle stradivarius[13],[14].
- 2011 : Intouchables, d'Olivier Nakache et Éric Toledano, avec François Cluzet et Omar Sy (au concert privé de musique classique de l'anniversaire de Philippe)[15],[16].